# Pseudotropheus cyaneus
The cyan hap (Pseudotropheus cyaneus) là một loài cá thuộc họ Cichlidae. Nó là loài đặc hữu của Malawi. Môi trường sống tự nhiên của chúng là hồ nước ngọt.